# Gynoplistia nebulipennis
Gynoplistia nebulipennis là một loài ruồi trong họ Limoniidae. Chúng phân bố ở miền Australasia.